# Liste der Bodendenkmale in Gnarrenburg
In der Liste der Bodendenkmale in Gnarrenburg sind alle Bodendenkmale der niedersächsischen Gemeinde Gnarrenburg aufgeführt. Die Quelle ist der Denkmalatlas Niedersachsen. 
Der Stand der Liste ist der 8. Dezember 2024.
Allgemein

Gnarrenburg im Landkreis Rotenburg (Wümme)

In den Spalten finden sich folgende Informationen des Bodendenkmales:
Lagegeographische Koordinaten
BezeichnungBezeichnung lt. Denkmalatlas
BeschreibungBeschreibung lt. Denkmalatlas
IDObjekt-ID
BildBild, ggf. zusätzlich mit Link zu weiteren Fotos im Medienarchiv Wikimedia Commons.

## Brillit
| Lage                        | Bezeichnung                 | Beschreibung | ID       | Bild |
| --------------------------- | --------------------------- | --- | -------- | ---- |
| 53° 25′ 26″ N, 8° 59′ 26″ O | Brillit 3, Grabhügel        | Dm. 9 m (Ost-West) × 12 m (Nord-Süd), H. bis 1 m. Ebenmäßig gewölbt, Rand schwach abgesetzt bzw. allmählich auslaufend, teilweise nicht mehr deutlich. Suchgraben von Nord nach Süd; alte Angrabung am West-Rand.              | 28980450 | BW   |
| 53° 25′ 25″ N, 8° 59′ 32″ O | Brillit 4, Grabhügel        | Durchmesser ca. 8,5 m und Höhe ca. 0,5 m. Ebenmäßig gewölbt, Rand schwach abgesetzt. | 28980451 | BW   |
| 53° 25′ 25″ N, 8° 59′ 33″ O | Brillit 5, Grabhügel        | Durchmesser ca. 7 m und Höhe ca. 0,2 m. Annähernd rund. Im Nordost-Bereich drei Findlinge. | 28980448 | BW   |
| 53° 25′ 42″ N, 9° 1′ 10″ O  | Brillit 7, Verhüttungsplatz | Ein größerer Schlackenhaufen, annähernd rund, Dm. Ost-West 6 m, Nord-Süd 5,5 m, H. 0,5 m. Unmittelbar westsüdwestlich bzw. westnordwestlich mindestens zwei weitere, kleinere Schlackenhaufen. Wahrscheinlich mittelalterlich. | 28974984 | BW   |
| 53° 25′ 45″ N, 9° 1′ 13″ O  | Brillit 16, Schlackenplatz  | Schlackenhaufen, nahezu rund; Dm. 8 m, H. 0,4 m, flach gewölbt. In alten Maulwurfhaufen freigewaschene Holzkohlestückchen. | 28974985 | BW   |

## Glinstedt
| Lage                       | Bezeichnung            | Beschreibung | ID       | Bild |
| -------------------------- | ---------------------- | --- | -------- | ---- |
| 53° 20′ 10″ N, 9° 3′ 22″ O | Glinstedt 8, Grabhügel | Durchmesser ca. 20 m und Höhe ca. 1,2 m. Groß, weit mit abgesetztem Rand. Von Tiergängen zerwühlt; am Ost- und Süd-Rand Erdabtragungen.                                                                | 28980471 | BW   |
| 53° 20′ 9″ N, 9° 3′ 23″ O  | Glinstedt 9, Grabhügel | 1942 noch 24 m Dm, bereits mit großer zentraler Eingrabung. Heute noch ein sichelförmiger Hügelrest in Richtung Nordost-Südwest erkennbar, L. 10 m, Br. bis 2 m, H. bis 0,5 m. Umfeld stark zergraben. | 28980475 | BW   |

## Gnarrenburg
| Lage                       | Bezeichnung               | Beschreibung | ID       | Bild |
| -------------------------- | ------------------------- | --- | -------- | ---- |
| 53° 24′ 14″ N, 9° 0′ 38″ O | Gnarrenburg 16, Grabhügel | Durchmesser ca. 13 m und Höhe ca. 0,7 m. Ebenmäßig gewölbt, Rand allmählich auslaufend, kaum erkennbar. Oberfläche mit Furche von Südwest nach Nordost, Süd-Rand von alter Schneise berührt.                                                                           | 28980571 | BW   |
| 53° 24′ 12″ N, 9° 0′ 35″ O | Gnarrenburg 17, Grabhügel | Durchmesser ca. 12,5 m und Höhe ca. 0,8 m. Ebenmäßig gewölbt, Rand schwach abgesetzt. Westlicher Rand von Weg in Nord-Süd-Richtung angeschnitten. | 28980572 | BW   |
| 53° 24′ 10″ N, 9° 0′ 25″ O | Gnarrenburg 18, Grabhügel | Durchmesser ca. 15 m und Höhe ca. 1 m. Ebenmäßig hoch gewölbt, Rand schwach abgesetzt. Im Norden durch von Nordwest nach Südost verlaufenden Pfad angeschnitten. In der Schnittkante Steine.                                                                           | 28980573 | BW   |
| 53° 24′ 8″ N, 9° 0′ 25″ O  | Gnarrenburg 19, Grabhügel | Durchmesser ca. 14,5 m und Höhe ca. 2 m. Ebenmäßig gewölbt, Rand schwach abgesetzt. Im Nordwesten und vom südöstlichen bis südwestlichen Randbereich Einsenkungen. Nord-Seite durch Ost-West verlaufenden Weg angeschnitten. Im Süden Holzrückpfad direkt am Hügelfuß. | 28980354 | BW   |
| 53° 23′ 58″ N, 9° 0′ 14″ O | Gnarrenburg 25, Grabhügel | Durchmesser ca. 11 m und Höhe ca. 0,6 m. Rand leicht abgesetzt. Im Norden durch West-Ost verlaufenden Waldweg etwas angeschnitten. In der Mitte leichte Eintiefung. | 28980447 | BW   |

### Gnarrenburg 1
- ID:28980574
- Gruppe von ehemals mindestens neun Grabhügeln und einem Großsteingrab. Obertägig sichtbar sind das Großsteingrab sowie sieben Grabhügel, deren Durchmesser 4 – 15 m beträgt und die Höhe 0,2 – 1,2 m.

| Lage                        | Bezeichnung                  | Beschreibung | ID       | Bild           |
| --------------------------- | ---------------------------- | --- | -------- | -------------- |
| 53° 23′ 48″ N, 8° 59′ 59″ O | Gnarrenburg 1, Großsteingrab | L. 8 m; Br. 6 m; H. 0,85 m. In die Trichterbecherkultur datiertes Großsteingrab. Steinkammer in einem nach Süden offenen, ovalen Erdhügel. Jeweils 4 Träger an der nördlichen und südlichen Langseite, Eingang zwischen zweitem und drittem Träger im Süden. Es ist ein Hinweisschild vorhanden. | 28980575 | Weitere Bilder |
| 53° 23′ 49″ N, 9° 0′ 0″ O   | Gnarrenburg 2                | Durchmesser ca. 9 m und Höhe ca. 0,6 m. Rundlich. Ebenmäßig gewölbt, Rand schwach abgesetzt. | 28980576 | BW             |
| 53° 23′ 49″ N, 9° 0′ 2″ O   | Gnarrenburg 3                | Durchmesser ca. 14 – 16 m und Höhe ca. 1,7 m. Gleichmäßig hoch aufgewölbte Form mit abgeflachter Kuppe und abgesetztem Rand. Die auffällige sehr glatte und gleichmäßige Form geht vermutlich auf die Verfüllung der Beschädigungen, die durch eine umfangreiche Raubgrabung im Jahr 1986 entstanden waren, zurück. Bei dieser wurden über 230 Steine herausgerissen. Eine Nachuntersuchung des gestörten Bereiches erbrachte noch Reste von bronzezeitlichen Bestattungen. | 28980472 | BW             |
| 53° 23′ 48″ N, 9° 0′ 1″ O   | Gnarrenburg 4                | Durchmesser ca. 7 m und Höhe ca. 0,5 m. Rund. | 28980473 | BW             |
| 53° 23′ 48″ N, 9° 0′ 1″ O   | Gnarrenburg 5                | Durchmesser ca. 5 m und Höhe ca. 0,4 m. Annähernd rund. | 28980474 | BW             |
| 53° 23′ 48″ N, 9° 0′ 1″ O   | Gnarrenburg 6                | Durchmesser ca. 5 m und Höhe ca. 0,3 m. Rundlich. Alte Schneise am Ost-Rand noch als furchenartige, leichte Eintiefung erkennbar. | 28980452 | BW             |
| 53° 23′ 48″ N, 9° 0′ 2″ O   | Gnarrenburg 8                | Durchmesser ca. 4 m und Höhe ca. 0,2 m. | 28980454 | BW             |
| 53° 23′ 49″ N, 9° 0′ 1″ O   | Gnarrenburg 10               | Durchmesser ca. 6 m und Höhe ca. 1,2 m. Rundlich. Ebenmäßig gewölbt, Rand schwach abgesetzt. | 28980467 | BW             |

### Gnarrenburg 27
- ID:28972730
- Gruppe von drei Grabhügeln; Dm. 10 – 11 m, H. 0,8 – 1,1 m.

| Lage                      | Bezeichnung    | Beschreibung | ID       | Bild |
| ------------------------- | -------------- | --- | -------- | ---- |
| 53° 24′ 1″ N, 9° 0′ 17″ O | Gnarrenburg 27 | Durchmesser ca. 10 m und Höhe ca. 1,1 m. Annähernd rund. Ebenmäßig gewölbt, sehr gut erhalten. Einkuhlungen. Tierbaue.                      | 28972731 | BW   |
| 53° 24′ 1″ N, 9° 0′ 19″ O | Gnarrenburg 28 | Durchmesser ca. 11 m und Höhe ca. 1 m. Annähernd rund. Oberfläche durch alte, flache Störungen leicht unregelmäßig, etliche alte Tiergänge. | 28972732 | BW   |
| 53° 24′ 0″ N, 9° 0′ 20″ O | Gnarrenburg 29 | Durchmesser ca. 10 m und Höhe ca. 1 m. Rund. Ebenmäßig gewölbt. In einem Tierbau Granitsteine erkennbar.                                    | 28972733 | BW   |

## Karlshöfen
| Lage                       | Bezeichnung            | Beschreibung | ID       | Bild |
| -------------------------- | ---------------------- | --- | -------- | ---- |
| 53° 20′ 56″ N, 9° 1′ 14″ O | Karlshöfen 13, Seeburg | Die Seeburg lag einst in einem See, der heute verlandet ist. Die Burg gehörte zum Besitz der Familie von Issendorf und wurde nach 1394 vom Bremer Erzbischof Otto II. zerstört. Reste der Seeburg waren bis weit in das 18. Jh. noch zu erkennen (Blatt 22 der Kurhannoverschen Landesaufnahme von 1764). Obertägig ist von der Burg nichts erhalten, in einem 1992 fotografierten Luftbild ist die Stelle jedoch gut erkennbar. Am südlich gelegenen Feldweg eine Hinweistafel. | 28966851 |      |

## Kuhstedt
| Lage                        | Bezeichnung                | Beschreibung | ID       | Bild |
| --------------------------- | -------------------------- | --- | -------- | ---- |
| 53° 24′ 35″ N, 8° 57′ 41″ O | Kuhstedt 48, Großsteingrab | L. 4 – 5 m. Fast vollständig eingewachsen. | 28980462 | BW   |
| 53° 22′ 42″ N, 8° 56′ 54″ O | Kuhstedt 61, Grabhügel     | Ovaler Hügelrest; Br. 4,3 m, L. 6,2 m, H. 0,35 m. Oberfläche unregelmäßig. Südwest-Rand schwach abgesetzt, sonst auslaufend. Freiliegende Steine. Nördlicher Bereich eines bereits vor 1979 größtenteils zerstörten Grabhügels von ursprünglich ca. 15 m Dm. Letzter erhaltener einer Gruppe von ehemals drei. | 28980463 | BW   |

### Kuhstedt 1
- ID:28980476
- Gruppe von sechs Grabhügeln mit  Dm. 9 – 23 m, H. 0,5 – 1,5 m.

| Lage                        | Bezeichnung | Beschreibung | ID       | Bild |
| --------------------------- | ----------- | --- | -------- | ---- |
| 53° 24′ 26″ N, 8° 57′ 21″ O | Kuhstedt 1  | Durchmesser ca. 15,5 m und Höhe ca. 1,2 m. Hoch gewölbt, abgeflachte Kuppe; große alte Einsenkung in der Mitte. Am Rand einzelne größere Steine.                                                            | 28980477 | BW   |
| 53° 24′ 25″ N, 8° 57′ 20″ O | Kuhstedt 2  | Durchmesser ca. 16,3 m und Höhe ca. 1,5 m. Hoch gewölbt, ebenmäßig geformt, Rand abgesetzt. Durch zahlreiche Tierbauten gestört; in der Mitte und an den Rändern kleine bis mittelgroße Steine freiliegend. | 28980570 | BW   |
| 53° 24′ 23″ N, 8° 57′ 16″ O | Kuhstedt 3  | Durchmesser ca. 9 m und Höhe ca. 0,2 m. Von Südost nach Nordwest Forstweg. | 28980458 | BW   |
| 53° 24′ 25″ N, 8° 57′ 17″ O | Kuhstedt 4  | Durchmesser ca. 11,6 m und Höhe ca. 0,7 m. Ebenmäßig hoch gewölbt, Rand abgesetzt. Gelände nach Westen weiter abfallend. In der Mitte alte Eingrabung. Wenige Steine freiliegend.                           | 28980459 | BW   |
| 53° 24′ 20″ N, 8° 57′ 24″ O | Kuhstedt 46 | Durchmesser ca. 11 m und Höhe ca. 0,7 m. Annähernd rund. Stark gestört durch Graben und Pflanzfurchen. | 28980457 | BW   |
| 53° 24′ 25″ N, 8° 57′ 25″ O | Kuhstedt 47 | Durchmesser ca. 23 m und Höhe ca. 0,5 m. Weit, flach, Rand schwach abgesetzt. Oberfläche durch Tierbaue zerklüftet und verwaschen; bis faustgroße Steine freiliegend.                                       | 28980461 | BW   |